# Joseph Alcazar
Joseph Alcazar (Orano, 15 giugno 1911 – 4 aprile 1979) è stato un calciatore francese, di ruolo attaccante.

## Carriera

### Club
Ha giocato con Marsiglia, Olympique Lillois, Nizza, AS Avignone, Château Gombert, Saint-Tropez, Phocéenne e Aix.

### Nazionale
Ha rappresentato dal 1931 al 1935 la nazionale francese.

## Palmarès

### Club

#### Competizioni nazionali
- Coppa di Francia: 1

Marsiglia: 1933-1934